# Émile Vernon
Paul Émile Vernon (Blois, 14 marzo 1872 – Blois, 31 gennaio 1920) è stato un pittore francese.
Fu un artista accademico allievo di William Bouguereau.

## Biografia
Fece i suoi primi studi nella Scuola di Belle arti di Tours, dove vinse il primo premio di disegno nel 1888. Questo iniziale successo lo incoraggiò ed egli si trasferì a Parigi, dove divenne allievo di William Bouguereau e di Auguste Trouphème nella Scuola di Belle arti di Parigi.
Nel 1898 partecipò all'Esposizione di Belle arti e di arti decorative di Tours, quindi debuttò al Salon des artistes français, dove in seguito espose regolarmente sino al 1923.
Vernon fu prevalentemente un ritrattista, ma la sua produzione comprende anche molti paesaggi e soggetti floreali. Eseguì anche alcune pitture murali, di cui la più importante è la decorazione del Teatro di Châtellerault, eseguita nel 1889.
Vernon eccelse nell'acquarello, tecnica che impiegò per molti ritratti femminili e di bambini. Impiegava sempre colori vivaci, allegri e creava ambientazioni campestri e bucoliche. Solo nel suo ritratto forse più noto, quello della moglie, intitolato "Sotto la lampada",  moderò tale vivacità cromatica un poco sognante e si impegnò in una composizione più realisticamente seria.
Vernon morì giovane, a soli 47 anni.

## Galleria d'immagini

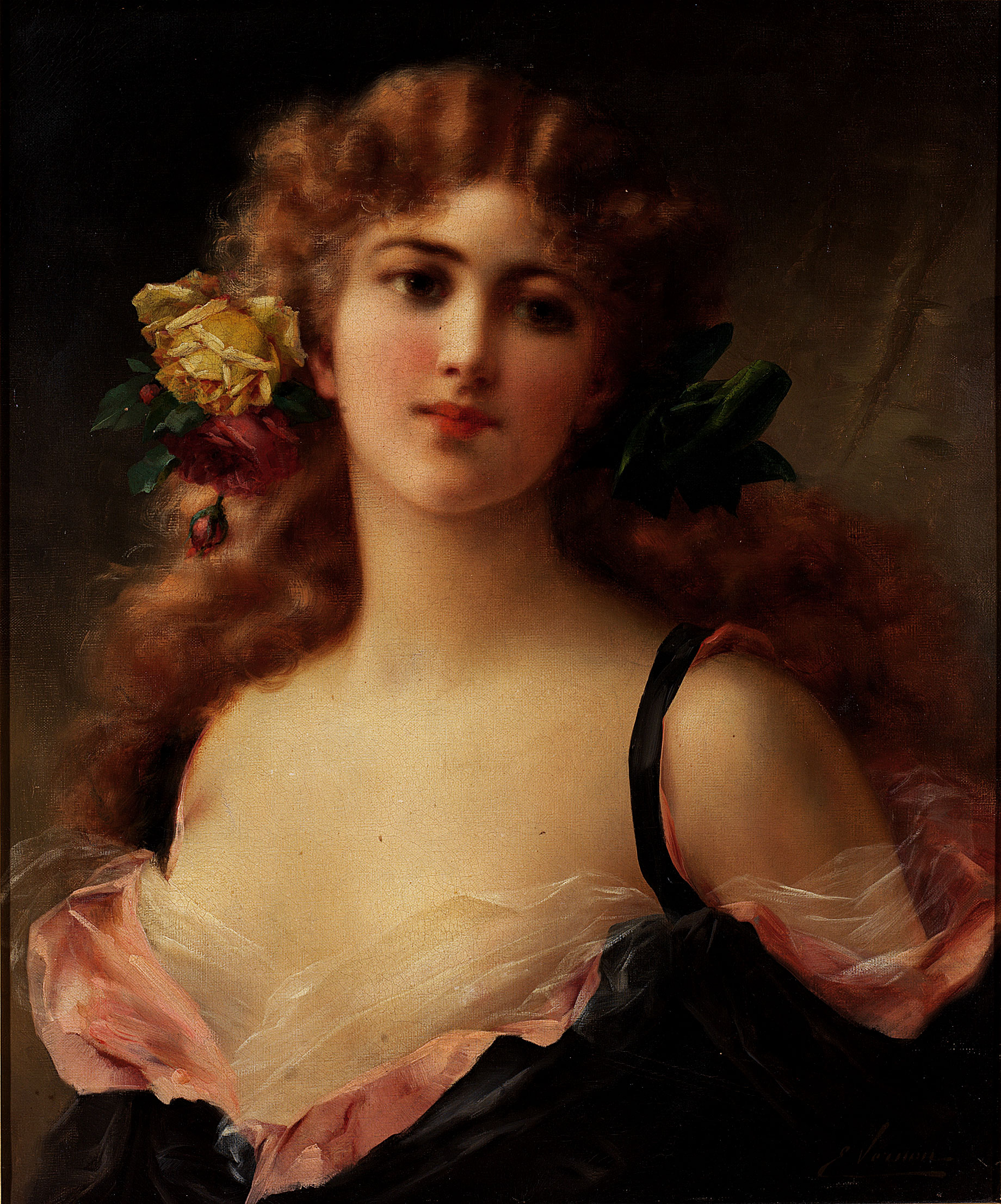
Bella come il mattino
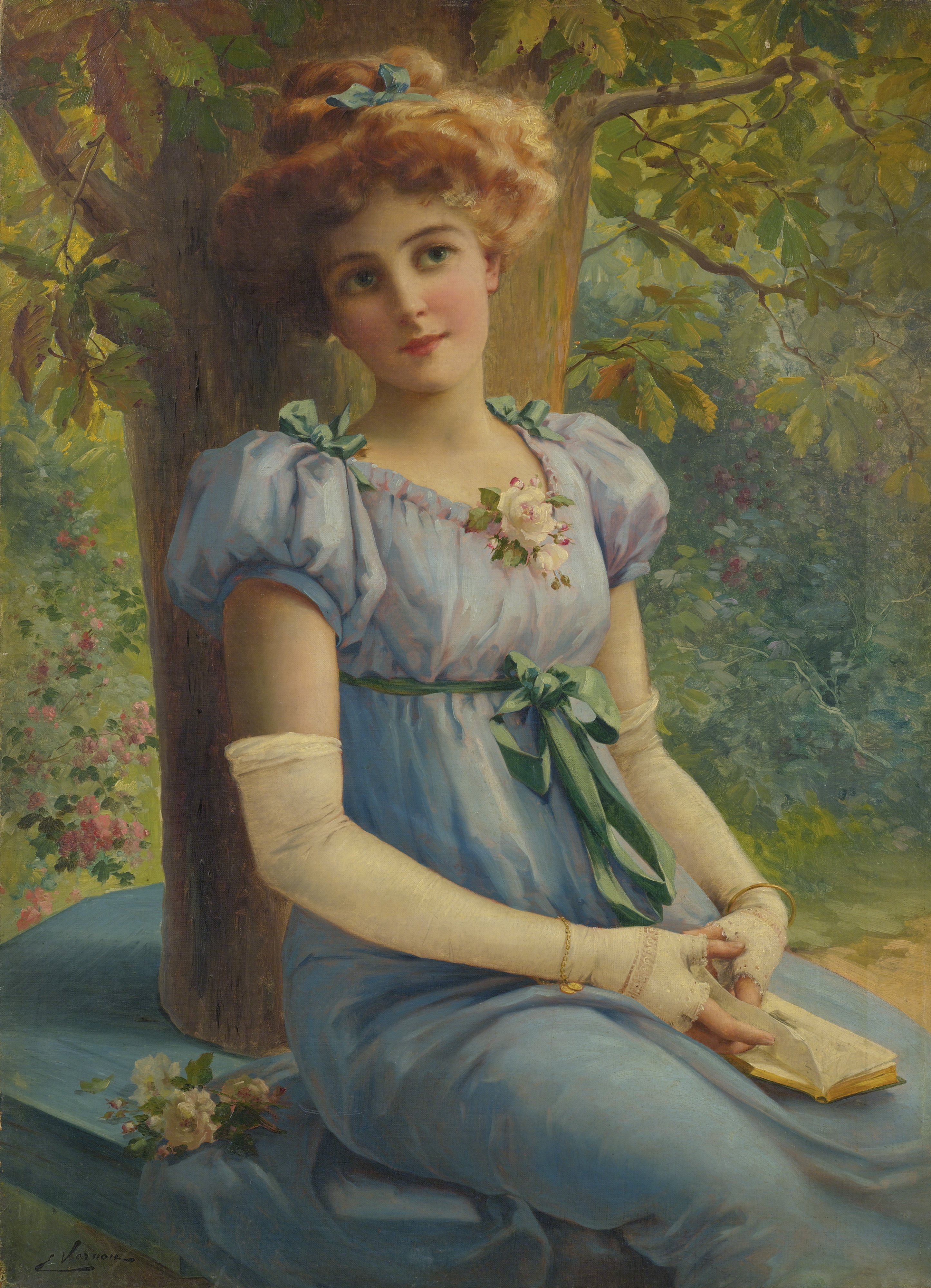
Il dolce sguardo
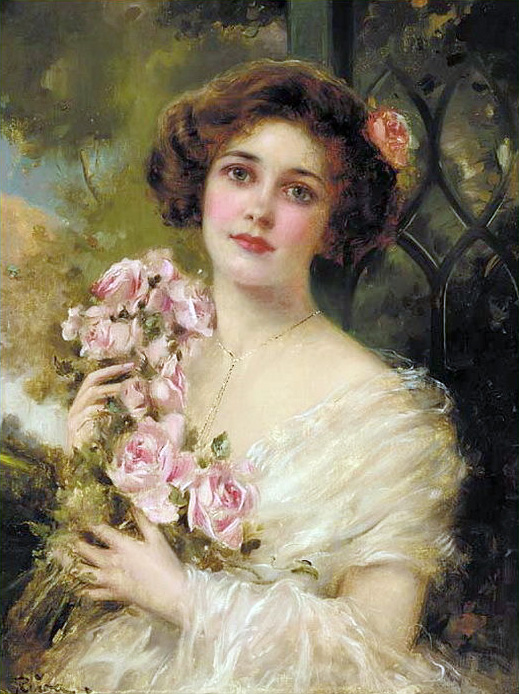
Ragazza con le rose
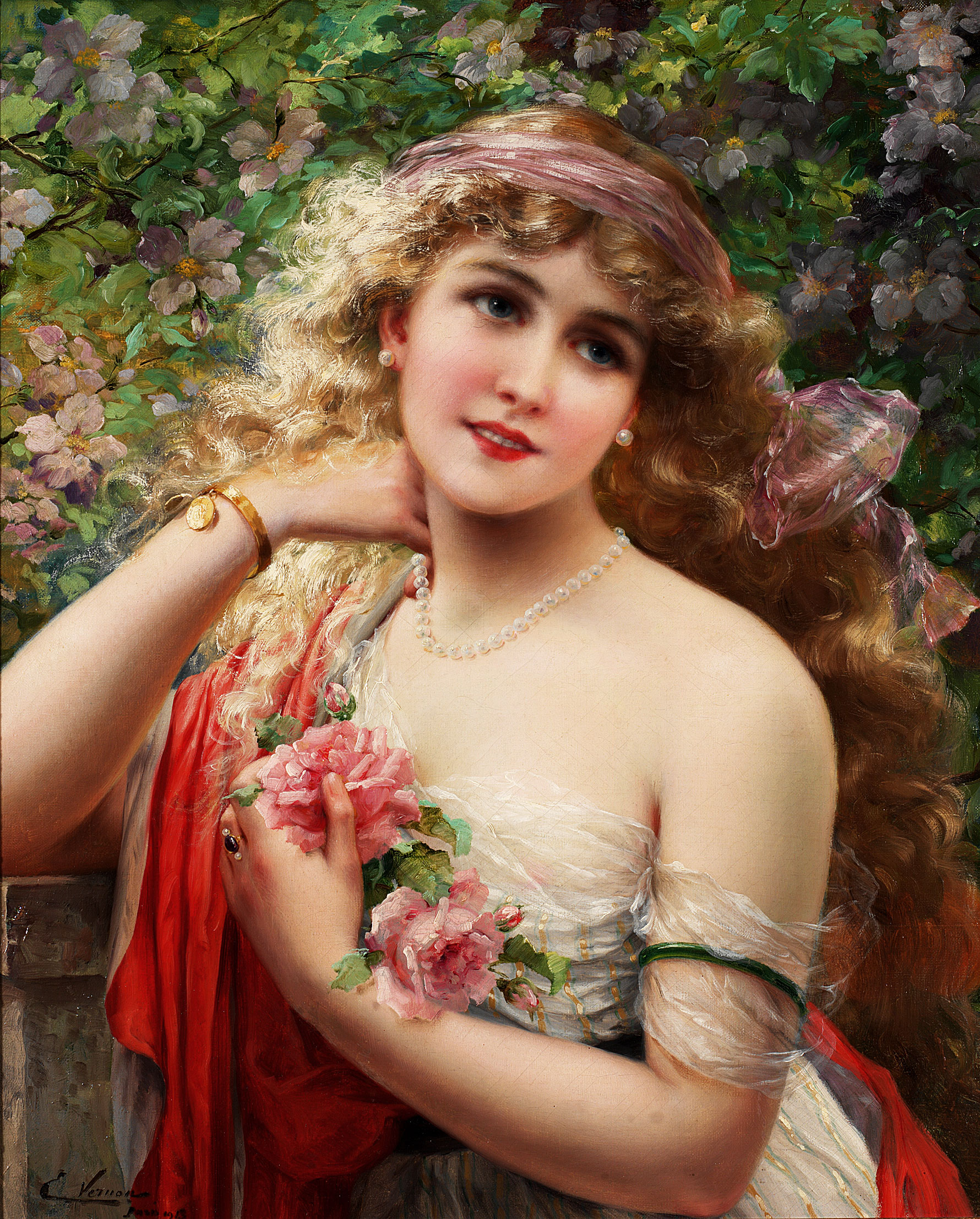
La primavera
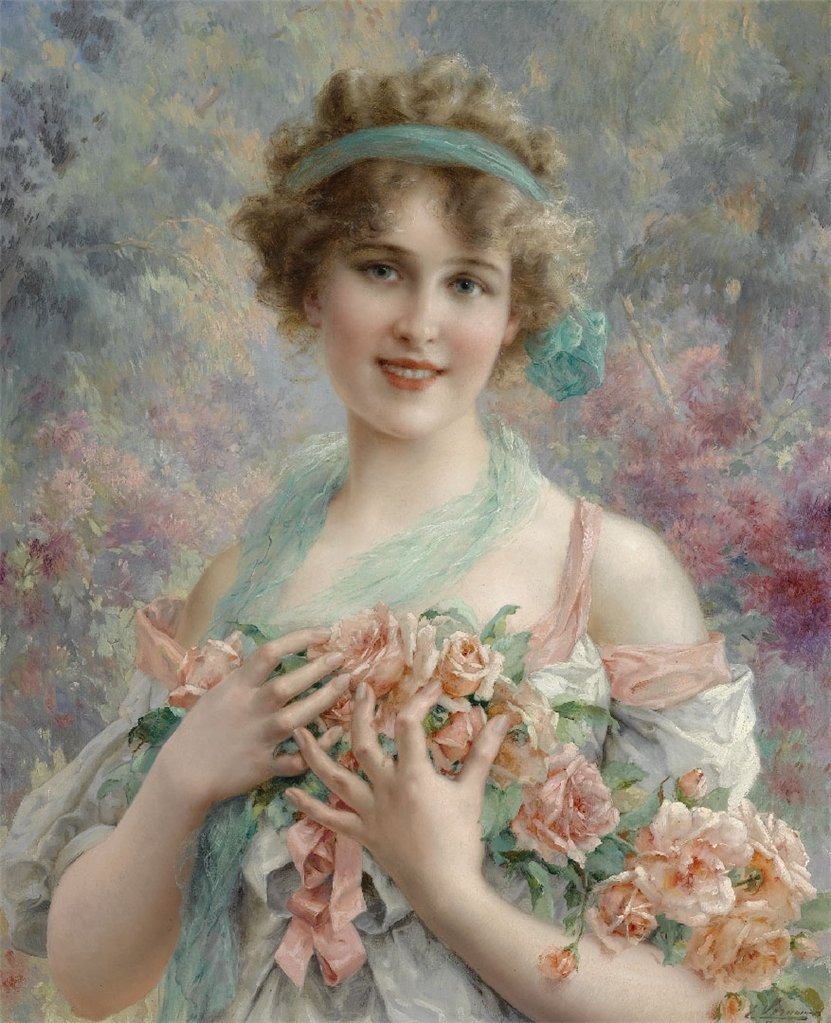
Giovanetta tra i fiori
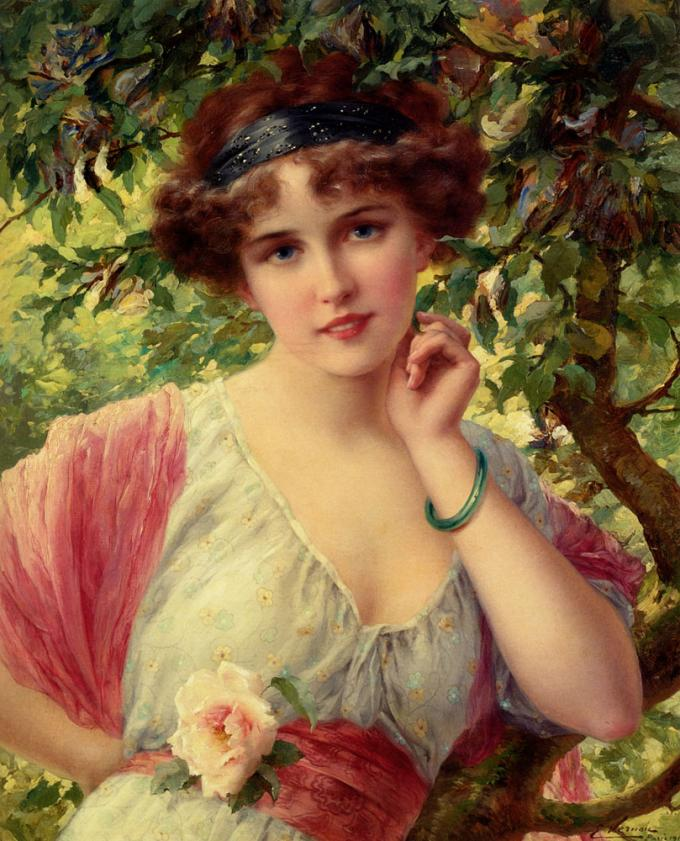
Una rosa d'estate